# Bobone (cardinale)
Bobone, noto anche come Bovo (XI secolo – XII secolo), è stato un cardinale italiano della Chiesa cattolica, vissuto nell'XI secolo, nominato da papa Urbano II.

## Biografia
Fu vescovo di Labico. Bobone viveva nel secolo XI e fu tra i cardinali di papa Urbano II del 1088. Godette della diaconia di San Giorgio in Velabro dal 1099 circa fino a poco dopo il 1107.
Di lui parla soltanto il Panvinio nel suo Libro dei Pontefici e Cardinali da loro creati.